# Macrobunus caffer
Espèce
Synonymes
- Myro caffer Simon, 1898

Macrobunus caffer est une espèce d'araignées aranéomorphes de la famille des Macrobunidae.

## Distribution
Cette espèce est endémique du Cap-Occidental en Afrique du Sud,. Elle se rencontre vers Le Cap.

## Description
La femelle holotype mesure 3 mm.

## Systématique et taxinomie
Cette espèce a été décrite sous le protonyme Myro caffer par Simon en 1898. Elle est placée dans le genre Macrobunus par Lehtinen en 1967.

## Publication originale
- Simon, 1898 : Histoire naturelle des araignées. Paris, vol. 2, p. 193-380 (texte intégral).